# أندي فيريرا
أندي فيريرا (بالإنجليزية: Andy Ferreira)‏ هو لاعب اتحاد الرغبي زيمبابوي، ولد في 26 يونيو 1961 في Rusape ‏ في زيمبابوي.